# Al Talabastadion
Het Al Talaba Stadion is een multifunctioneel stadion in de Irakese hoofdstad Bagdad, waar voornamelijk voetbalwedstrijden worden gespeeld. Het is de thuisbasis van Al Talaba en heeft een capaciteit van 10.000 toeschouwers.